# کانکولونگتسا
کانکولونگتسا (به لهستانی:  Kąkolewnica) یک روستا در لهستان است که در گمینا کانکولونگتسا واقع شده‌است. کانکولونگتسا  ۶۸۰ نفر جمعیت دارد.